# Comaserica tessellata
Comaserica tessellata är en skalbaggsart som beskrevs av Johann Christoph Friedrich Klug 1832. Comaserica tessellata ingår i släktet Comaserica och familjen Melolonthidae. Inga underarter finns listade i Catalogue of Life.